# Milana Elmadijewna Schabrailowa
Milana Elmadijewna Schabrailowa (russisch Милана Эльмадиевна Шабраилова; englische Schreibweise Milana Zhabrailova; * 10. Februar 2003) ist eine russische Tennisspielerin.

## Karriere
Schabrailowa bevorzugt Hartplätze und spielt bislang vor allem bei Turnieren der ITF Women’s World Tennis Tour, wo sie bisher zwei Titel im Einzel und drei im Doppel gewinnen konnte.

## Turniersiege

### Einzel
| Nr. | Datum             | Turnier  | Kategorie | Belag     | Finalgegnerin       | Ergebnis      |
| --- | ----------------- | -------- | --------- | --------- | ------------------- | ------------- |
| 1.  | 26. November 2023 | Monastir | ITF W15   | Hartplatz | Mara Gae            | 6:2, 6:2      |
| 2.  | 3. Dezember 2023  | Monastir | ITF W15   | Hartplatz | Alexandra Pospelowa | 6:2, 2:6, 6:3 |

### Doppel
| Nr. | Datum              | Turnier            | Kategorie | Belag     | Partnerin         | Finalgegnerinnen                    | Ergebnis          |
| --- | ------------------ | ------------------ | --------- | --------- | ----------------- | ----------------------------------- | ----------------- |
| 1.  | 10. September 2022 | Monastir           | ITF W15   | Hartplatz | Honoka Kobayashi  | Paula Cembranos Sophie Lüscher      | 7:5, 6:2          |
| 2.  | 20. April 2024     | Monastir           | ITF W15   | Hartplatz | Marija Tkatschowa | Eliessa Vanlangendonck Emily Welker | 6:3, 6:1          |
| 3.  | 12. Juli 2025      | Kuršumlijska Banja | ITF W15   | Sand      | Hanna Kubarawa    | Andjela Lazarević Anja Stanković    | 6:2, 6:75, [10:7] |